# Margareta Contracta
Margareta Contracta war eine Magdeburger Reklusin des 13. Jahrhunderts. Ihre Lebensbeschreibung, die Vita Margaretae contractae, ist von ihrem Beichtvater, einem Bruder Johannes OP, in lateinischer Sprache verfasst. Dieses Dokument ist die einzige Quelle über das Leben der Margareta, was exakte Rückschlüsse auf ihr Leben wegen des stilisierenden Charakters der Textgattung problematisch macht.

## Leben
Margareta war laut der Vita von Kindheit an gelähmt; diese Körperbehinderung wurde ihr – nicht zuletzt von ihr selbst – als besondere Gnadengabe angerechnet, dies war im Sinne einer alle körperliche Krankheiten verklärenden Frauenmystik zu verstehen. Ihr Leben verbrachte die zunehmend als heiligmäßig angesehene Frau als Reklusin in Magdeburg, bevor sie kurz vor ihrem Tod krankheitsbedingt (wie in etwa zeitgleich Mechthild von Magdeburg) einem Konvent beitrat.